# Autotune (Rishton)

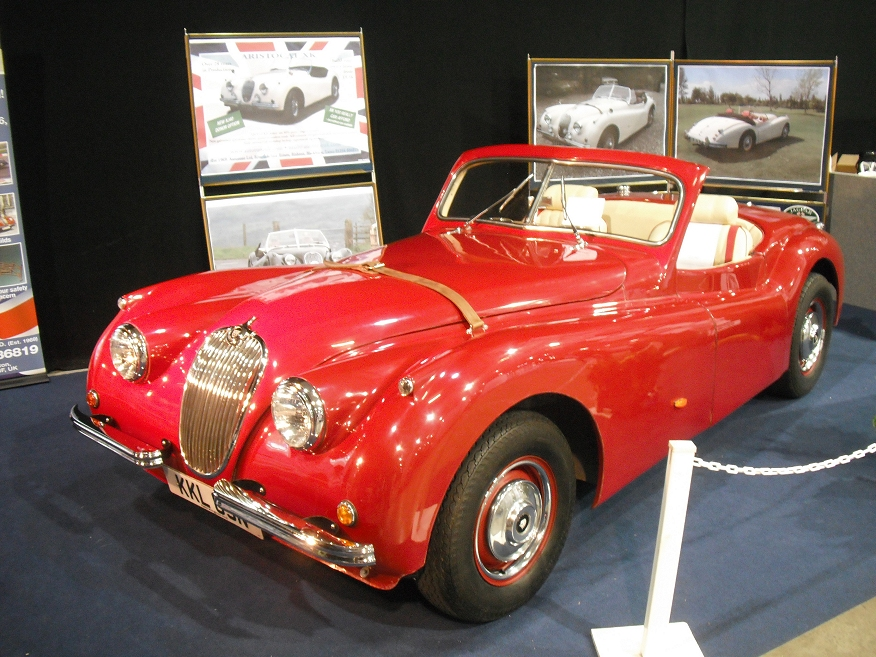
Aristocat

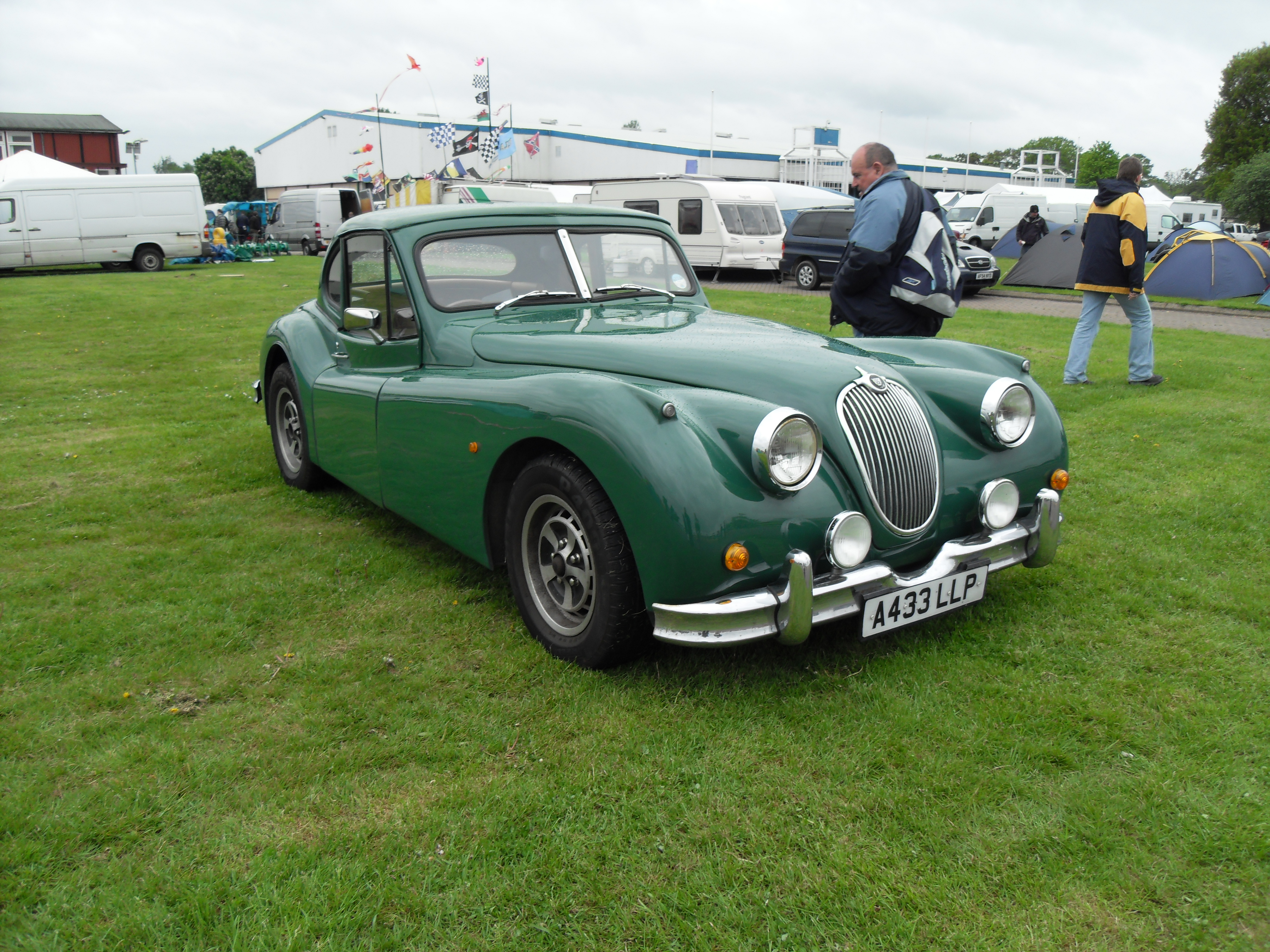
Aristocat Sports

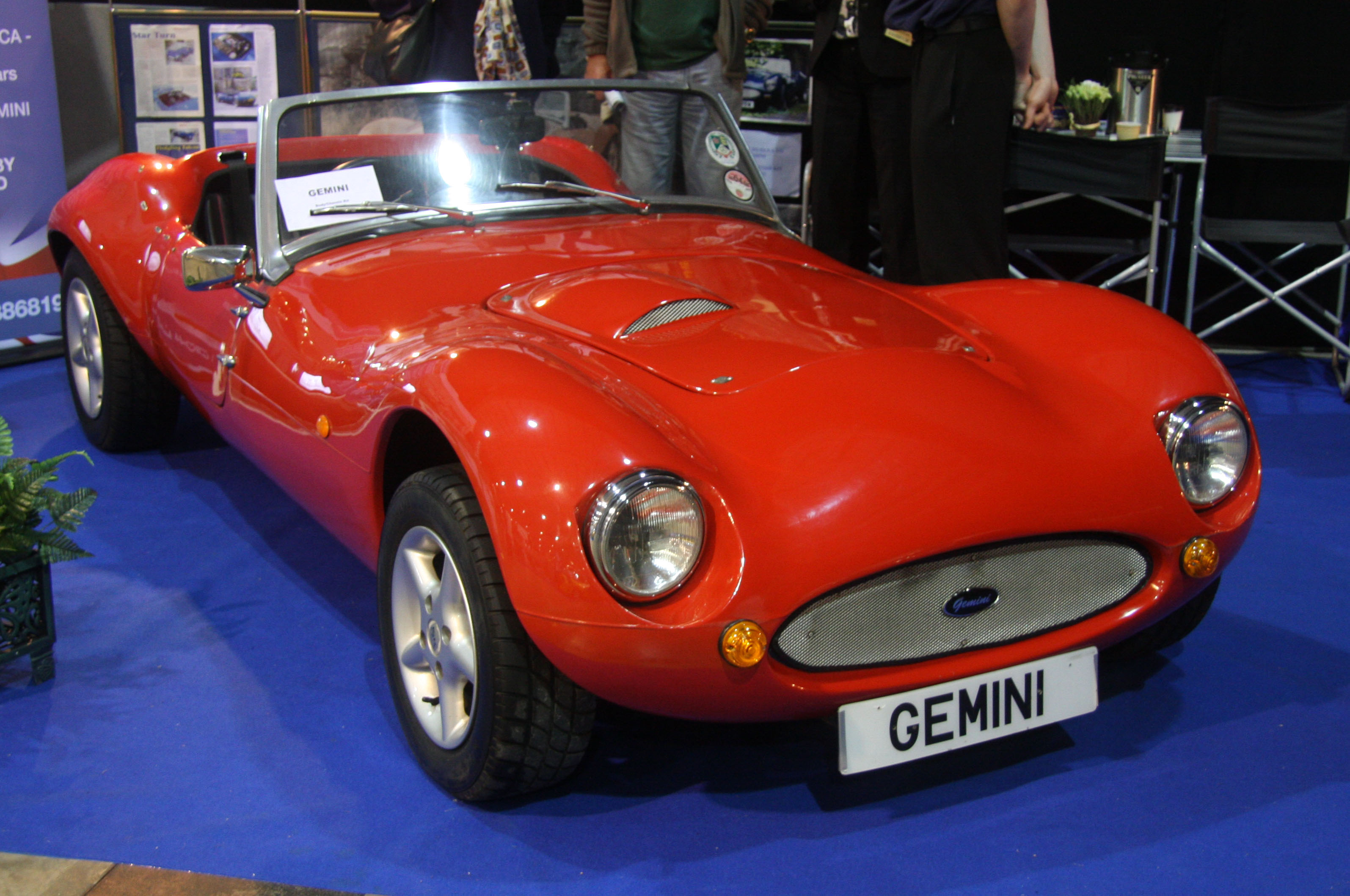
Autotune Gemini

Autotune (Rishton) Limited ist ein britischer Hersteller von Automobilen.

## Unternehmensgeschichte
George Anthony Taylor und Carolyn Bridge Taylor gründeten am 15. April 1975 das Unternehmen in Rishton bei Blackburn in der Grafschaft Lancashire. Das Unternehmen gibt davon abweichend an, bereits seit 1969 aktiv zu sein. Zunächst waren sie im Bereich Restaurierung tätig. 1983 begann die Produktion von Automobilen und Kits. Der Markenname lautet Autotune. Insgesamt entstanden bisher etwa 485 Exemplare.

## Fahrzeuge
Das erste Modell Aristocat ist auch zugleich das erfolgreichste Modell. Das Fahrzeug basiert auf dem Jaguar XJ 6. So werden Hilfsrahmen, Achsen und der Sechszylindermotor von diesem Fahrzeug verwendet. Der Kunde hat die Wahl zwischen 2800 cm³, 3400 cm³ und 4200 cm³ Hubraum. Außerdem ist ein Modell mit einem Zwölfzylindermotor mit 5300 cm³ Hubraum überliefert. Die Cabriolet-Karosserie ähnelt dem Jaguar XK 140, ist aber keine direkte Nachbildung und breiter als das Original. Seit 1983 entstanden bisher etwa 300 Exemplare.
Der Aristocat Sports ist die Coupé-Ausführung des Aristocat, allerdings schmaler und somit dem Vorbild ähnlicher. Seit 1995 wurden etwa 60 Exemplare verkauft.
Der Gemini ähnelt dem Modell Mk. 2 von Falcon Cars bzw. nach einer anderen Quelle dem Courier von Elva Cars. Es ist ein zweisitziger Roadster. Die Basis bildete zunächst das Fahrgestell vom Ford Escort der zweiten Generation. Seit 2002 wird das Fahrgestell vom Ford Sierra verwendet. Beide Ausführungen haben Frontmotor und Hinterradantrieb. Zur Wahl stehen Vierzylindermotoren von Ford mit 1300 cm³ und 1600 cm³ Hubraum sowie Sechszylindermotoren und ein V8-Motor von Rover. Seit 1988 entstanden etwa 80 Exemplare.
Der Can-Am ist eine Nachbildung des Rennsportwagens McLaren M 1 von 1965. Die Basis bildet ein speziell hergestelltes Fahrgestell. Verschiedene Achtzylindermotoren von Chevrolet und Rover treiben die Fahrzeuge an. Seit 1992 entstanden etwa 45 Exemplare.
Der 2004 vorgestellte Aquilla, ein zweisitziges Coupé, blieb ein Einzelstück.